# 彰化泰京山莊四面佛寺
24°03′11″N 120°36′11″E / 24.053019°N 120.603174°E
彰化泰京山莊四面佛寺，俗稱「彰化四面佛」，是臺灣彰化縣彰化市的一座四面佛寺。全區占地有2公頃，採用泰式景觀花園建築，分為開基四面佛及主寺, 設有文物館、禪修中心、許願池與12生肖神殿。該寺為林逢永在1989年創建，1997年11月24日取得合法登記，目前為東南亞最大的四面佛寺。